# Baptisterium der Kathedrale (Ravenna)

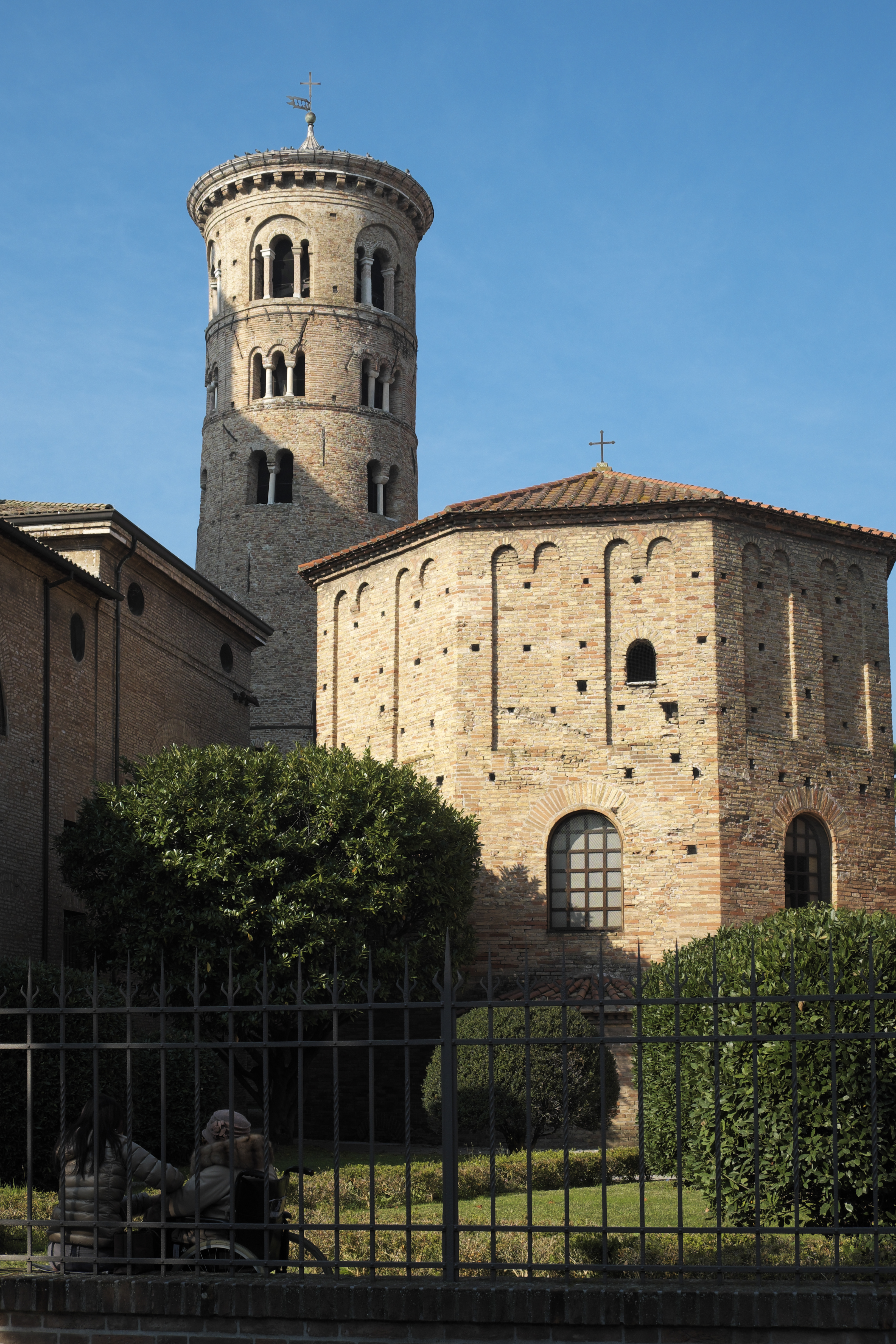
Baptisterium der Kathedrale (Battistero Neoniano), Ravenna, Äußeres

Das Baptisterium der Kathedrale von Ravenna (auch Baptisterium der Orthodoxen oder Neonische Taufkapelle genannt) ist im späten 4. oder frühen 5. Jahrhundert errichtet worden und damit bezogen auf den Baubeginn das älteste erhaltene Bauwerk der Stadt. Die aufwändige Wand- und Gewölbedekoration entstand in der zweiten Hälfte des 5. Jahrhunderts. Mit weiteren frühchristlichen Kirchenbauten in Ravenna gehört die Taufkapelle zum UNESCO-Welterbe.

## Baugeschichte

Baptisterium der Kathedrale (Battistero Neoniano), Ravenna, Grundriss

Das Baptisterium geht auf das späte 4. oder frühe 5. Jahrhundert zurück, als Bischof Ursus (ital. Orso) mit dem Bau der Kathedrale von Ravenna begann. Es ist als achteckiger Ziegelbau mit niedrigen Apsiden, die dem Gebäude einen quadratischen Grundriss geben, errichtet worden. Das Gebäude hat ein flaches achtseitiges Dach; die annähernd halbkreisförmige, aus Tonröhren bestehende Kuppel im Innern ist von Außen nicht sichtbar. Wie andere frühe Taufkapellen orientiert sich die Gebäudeform am konstantinischen Baptisterium an der Lateranskirche. Von Kunstwissenschaftlerinnen und Kunstwissenschaftlern wie Annabel Jane Wharton (1987) und Deborah Mauskopf Deliyannis (2016) wird auf die besondere theologische Bedeutung der Taufzeremonie in dieser Zeit verwiesen, die eine angemessene Architektur verlangte.
Die aufwändige Ausstattung des Innenraums mit Inkrustationen, Stuckreliefs und Mosaiken stammt überwiegend aus der Zeit von Bischof Neon (von dem sich der Name Neonisches Baptisterium herleitet) in der zweiten Hälfte des 5. Jahrhunderts (450–473). Die Umgestaltung unter Neon beschreibt im 9. Jahrhundert – also mit großem zeitlichen Abstand – der ravennatische Kirchenchronist Andreas Agnellus in seinem Liber Pontificalis Ecclesiae Ravennatis. Auch die Innendekoration hängt mit umfangreichen von den Päpsten Sixtus III. und Hilarus in den 430er bzw. 460er Jahren beauftragten Maßnahmen im Baptisterium am Lateran zusammen.
Das Bodenniveau des Innenraums lag ursprünglich um etwa drei Meter tiefer, was für die Raumproportionen und die Wirkung der Mosaiken in der Kuppel von Bedeutung ist.

## Innenraum
In der Mitte der Raums steht ein achteckiger Taufbrunnen aus dem 13. Jahrhundert aus anscheinend bereits zweitverwendetem griechischem Marmor und Porphyrstücken. Im 16. Jahrhundert wurde das Becken unter Verwendung der älteren Teile neu errichtet. Der Ambo, von dem aus der Priester die Taufzeremonie leitete, stammt noch aus dem 5. Jahrhundert. Er ist aus einem einzigen Marmorstück gehauen.

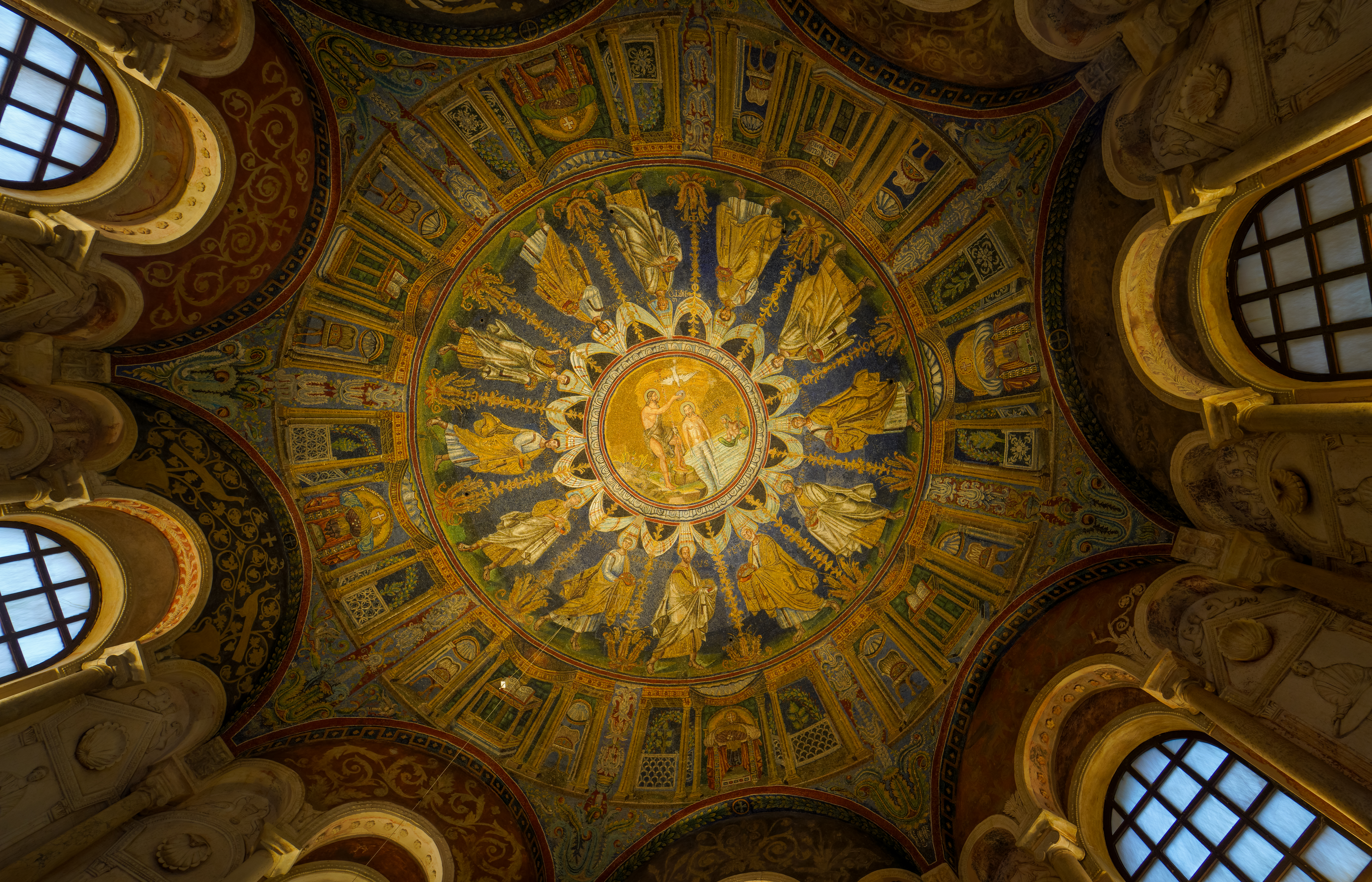
Baptisterium der Kathedrale (Battistero Neoniano), Ravenna, Inneres, Kuppel mit Deckenmosaik

Die Wände zwischen den Apsiden sind mit Inkrustationen aus rotem ägyptischen Porphyr, so genanntem grünem Porphyr aus dem griechischen Lakonien (Krokeischer Stein) und Marmor geschmückt. Darüber schließt sich eine Fensterzone mit Arkade an, deren Bögen von marmornen Säulen mit ionischen Kapitellen gestützt werden. Zwischen den Bögen befinden sich große Reliefs aus Gipsstuck, die ursprünglich farbig gefasst waren. Sie zeigen sechzehn Propheten des Alten und Neuen Testaments in Scheinnischen.
Die Kuppel ist mit Mosaiken versehen. Die Kuppelmitte nimmt ein großes Medaillon mit der Taufe Christi ein. Jesus Christus steht in der Mitte des Flusses Jordan, Johannes der Täufer, mit einem Fell bekleidet, hält ein Kreuz und schüttet mit der anderen Hand Wasser über das Haupt Jesu. Die hellen Partien (u. a. die Köpfe von Christus und Johannes sowie das Ausgießen des Taufwassers aus der Schale) wurden bei Restaurierungen Mitte des 19. Jh. teilweise ergänzt: Ursprünglich war Christus bartlos, die Taufe wurde durch Auflegen der Hand auf das Haupt Christi vollzogen.

Das Medaillon der Kuppel umgeben zwei konzentrische Friese. Der innere zeigt die zwölf Apostel, die von Petrus und Paulus angeführt werden. Im äußeren Ring sind acht Nischenarchitekturen dargestellt: vier Altäre mit den Büchern der Evangelien und dazwischen jeweils vier Hetoimasien. Wahrscheinlich handelt es sich um eine symbolische Darstellung des Himmlischen Jerusalem, wo Christus als Richter auf seinem Thron sitzt und die Erwählten mit einem Platz in der Nähe des Wortes Gottes belohnt werden.

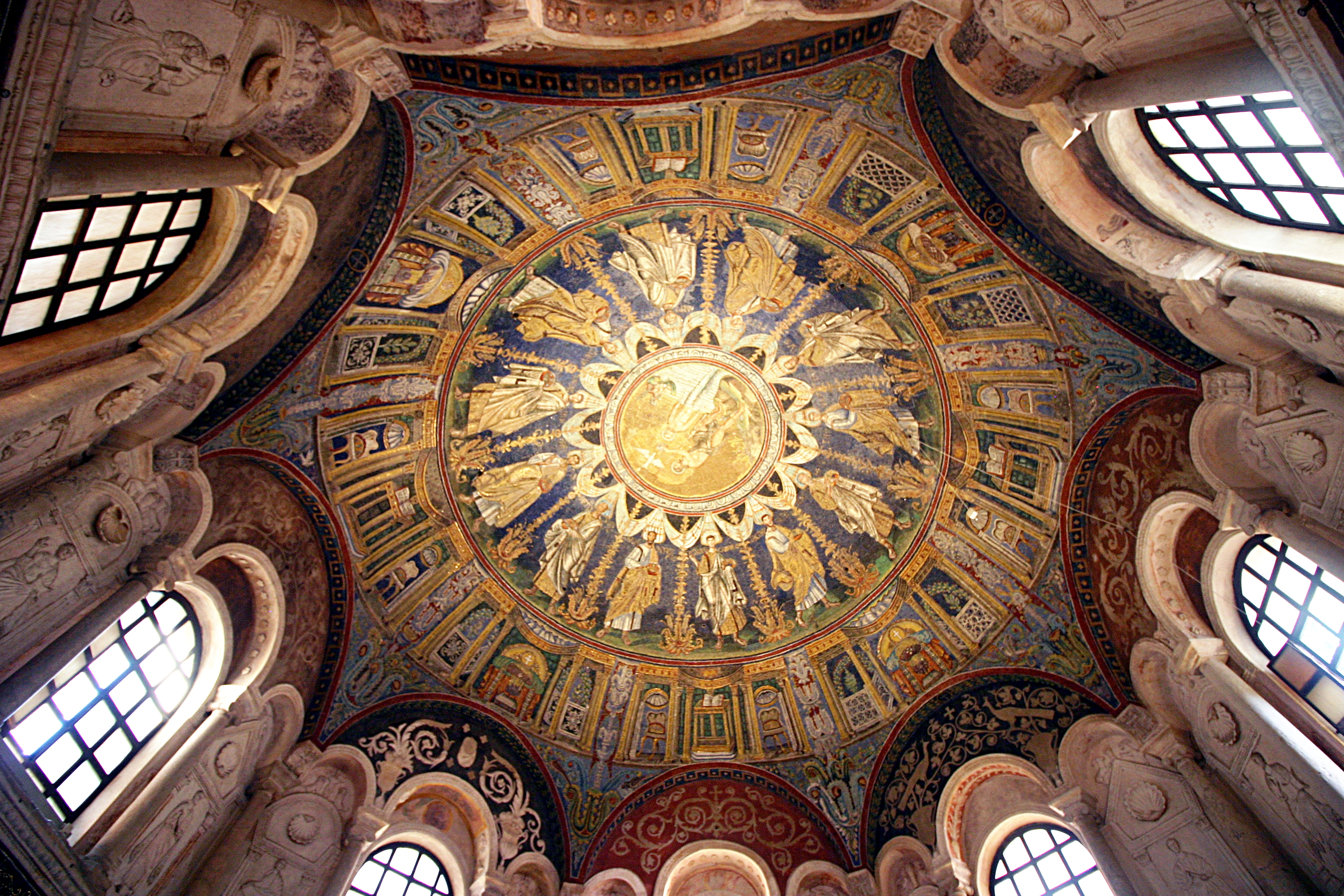
Deckenmosaik
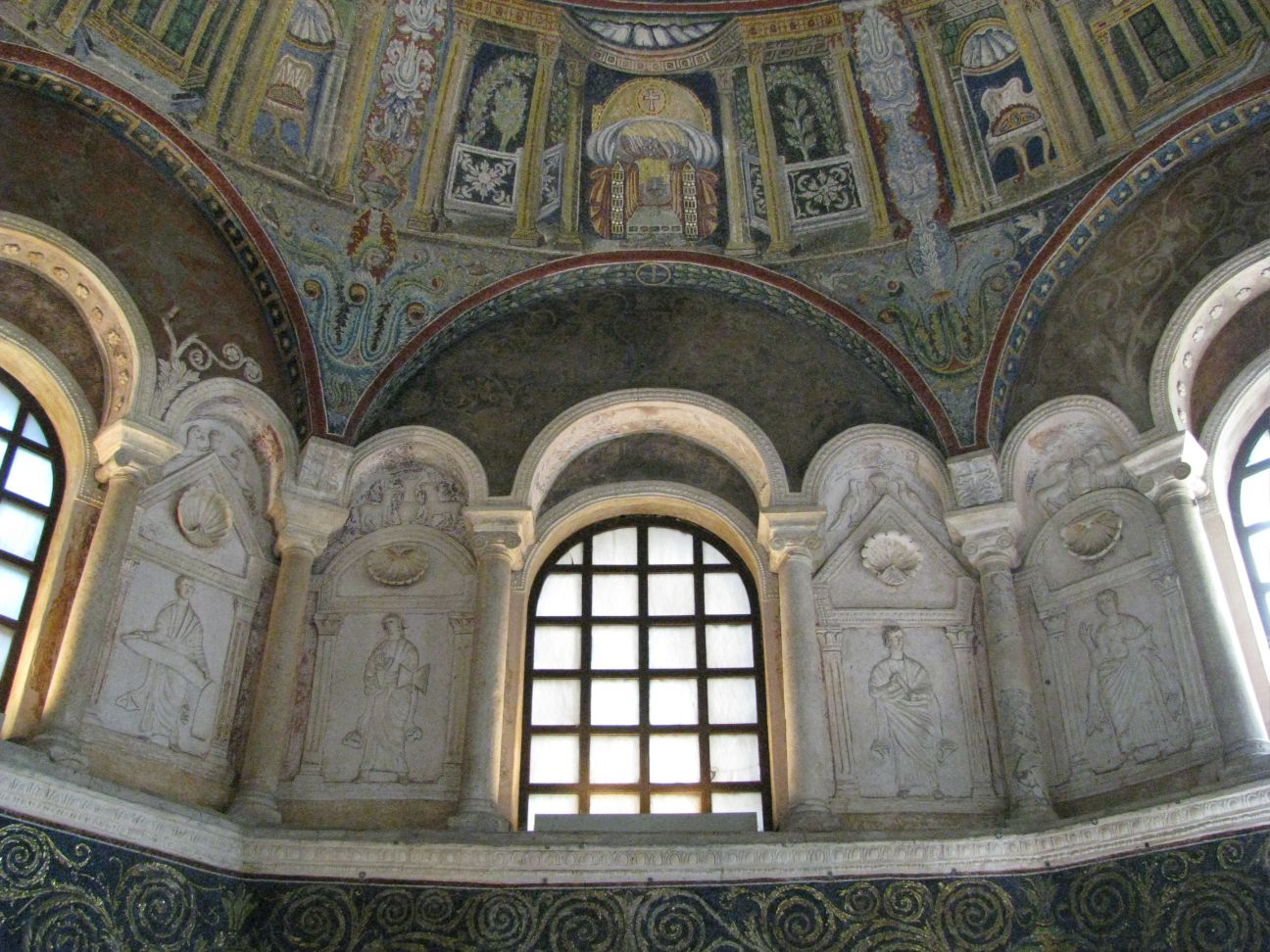
Fensterzone
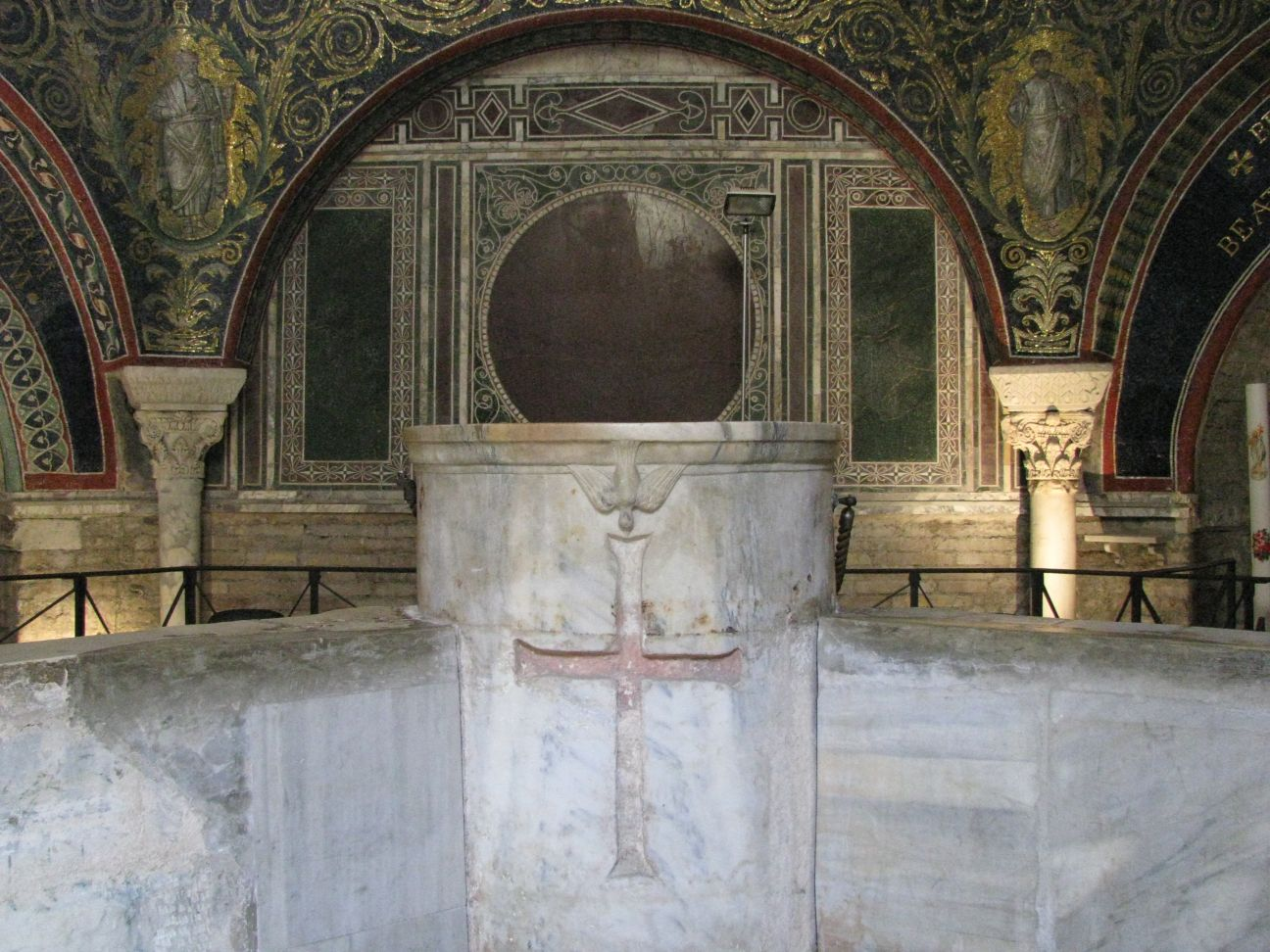
Taufbecken
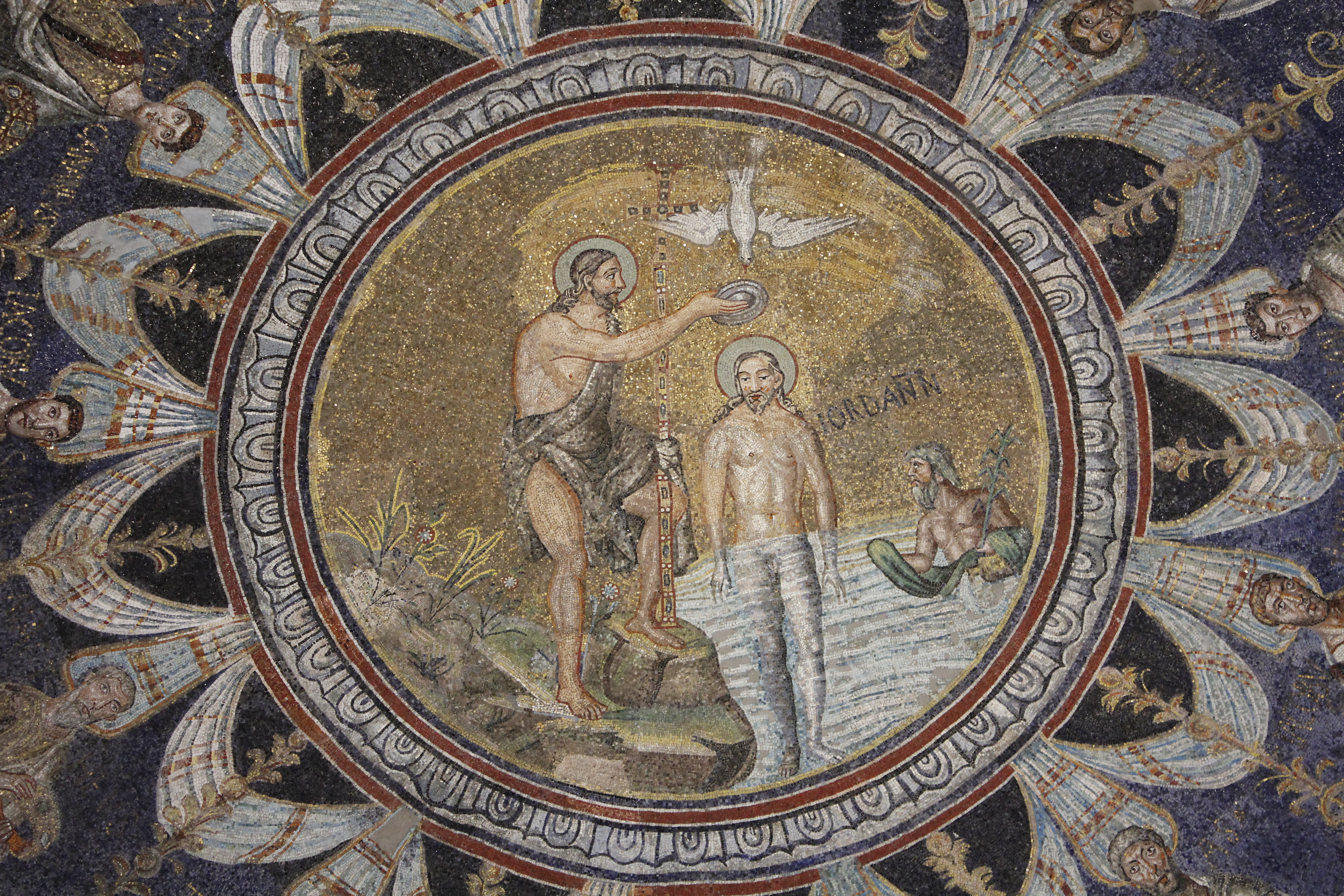
Detail des Deckenmosaiks